# MacroMind
MacroMind là một công ty phần mềm Apple Macintosh được thành lập tại Chicago vào năm 1984 bởi Marc Canter, Jamie Fenton và Mark Stephen Pierce. Sản phẩm đầu tiên của công ty là SoundVision, một trình biên tập âm nhạc và đồ họa. Trước khi phát hành, trình chỉnh sửa đồ họa đã bị loại bỏ và SoundVision trở thành MusicWorks. Cùng với các chương trình ban đầu khác, MusicWorks ban đầu được phân phối bởi Hayden Software.
Năm 1988, công ty chuyển đến San Francisco. Năm 1991, MacroMind hợp nhất với Paracomp, trở thành MacroMind–Paracomp. Vào năm 1992, MacroMind–Paracomp hợp nhất với Authorware Inc., trở thành Macromedia.